# Ř

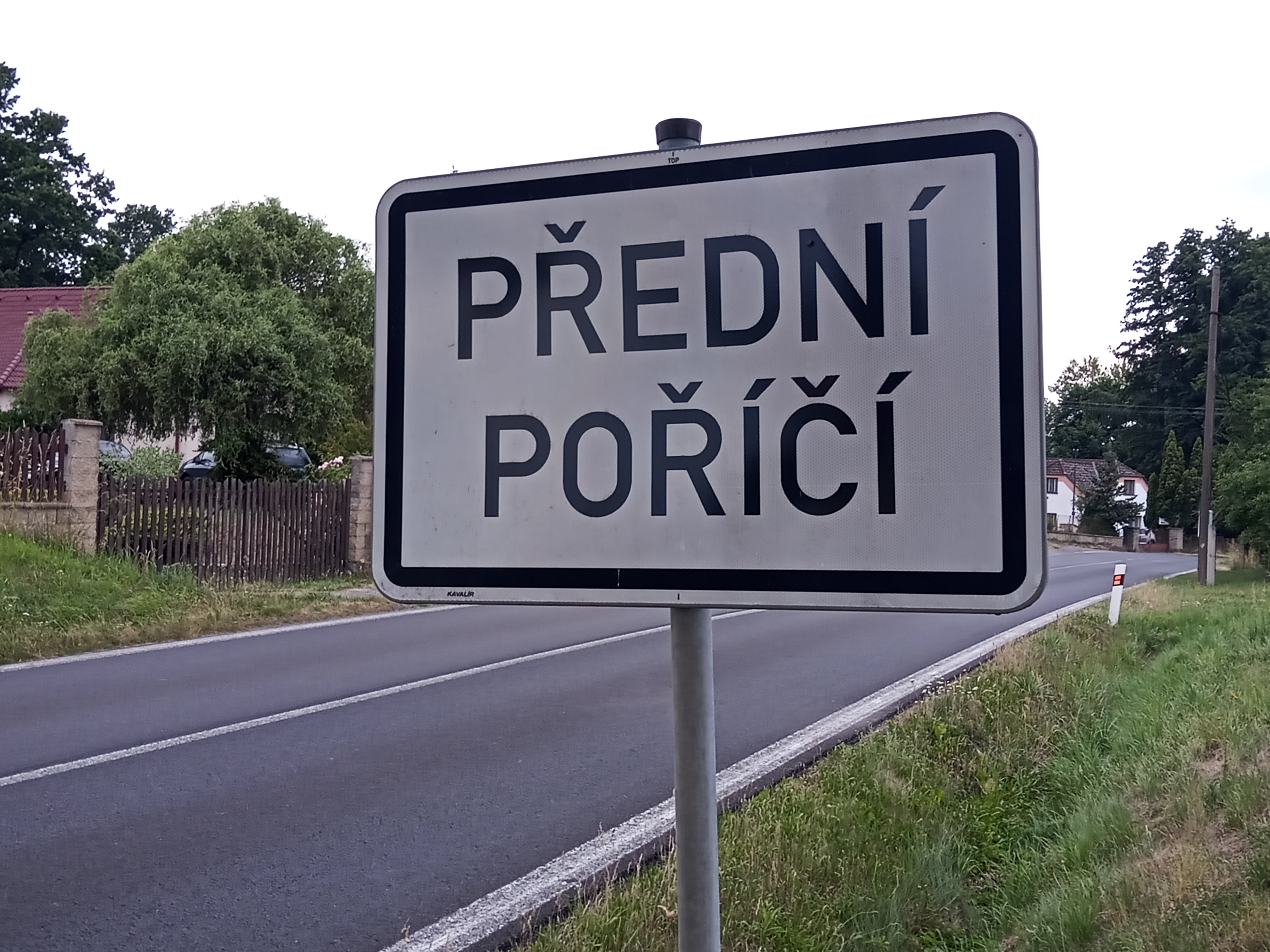
Obecní název „Přední Poříčí“ [ˈpr̝̊ɛdɲiː ˈpor̝iːt͡ʃiː] v sobě obsahuje hned dvakrát písmeno Ř, jež zde reprezentuje oba možné alofony hlásky [ř]. V prvním případě se hláska nalézá za neznělou souhláskou, a tak je realizována nezněle jako [r̝̊], v druhém případě se nachází mezi dvěma samohláskami, tudíž je realizována zněle jako [r̝].

Ř (minuskule ř) je písmeno používané v češtině, slezštině a hornolužické srbštině. Souhláska pravděpodobně vznikla ze změkčeného R (рь). V české abecedě, kde reprezentuje zvýšenou alveolární vibrantu, se obvykle řadí samostatně za písmeno R (např. v Ottově slovníku naučném je ještě řazeno stejně jako R). 
Analogicky k „ř“ je funkčně polské a kašubské rz, tedy změkčuje souhlásku r. Polské „rz“ se však vyslovuje jako znělá retroflexní frikativa, na rozdíl od českého ř, které je tzv. vibranta, viz následující příklad: polské  rzeka ([ʐ]) proti českému  řeka ([r̝]). Polské „rz“ tak ve výslovnosti splynulo s historicky odlišnou hláskou ż (např. morze – moře vs. może – možná/může, obě [mɔʐε]).

## Použití
V češtině se ř vyslovuje jako [r̝] (nebo jako vázaný alofon nezněle [r̝̊]), zvýšená alveolární vibranta. V některých východomoravských nářečích se Ř nevyskytuje, místo toho se tam používá R. Jedná o některé západní dědiny v Poluží (Valtice, Poštorná, Charvátská Nová ves, Hlohovec) často s částečnou Chárvátskou kolonizací nebo se jedná o dědiny v Kopanicích. 
V hornosrbštině jako neznělá postalveolární frikativa [ʃ], ve slezštině jako znělá [ʐ], respektive neznělá retroflexní frikativa [ʂ].